# David Alfaro Siqueiros
José de Jesús Alfaro Siqueiros (29. prosinca 1896., Camargo, Chihuahua, Meksiko — 6. siječnja 1974., Cuernavaca, Morelos, Meksiko) bio je meksički slikar i grafičar, najpoznatiji po svojim monumentalnim muralima (zidnim slikama).

## Život i djelo
Siqueiros je otpočeo umjetničko školovanje 1912./13. na „Akademiji San Carlos“ u gradu Meksiku. U to vrijeme je trajao građanski rat, poznat kao Meksička revolucija. Od 1914. sudjelovao je borbama na strani konstitucionalista, a 1918. godine postao je vojni ataše za Europu, gdje je u Parizu upoznao slikara Diega Riveru, s kojim je dijelio zanimanje za slikarstvo murala ili zidnih slika.
Po povratku u Meksiko 1920-ih, Siqueiros je postao slikar velikih zidnih kompozicija u državnim institucijama. Prve kompozicije „Elementi“ i „Mitovi“ naslikao je 1923. godine u Nacionalnoj pripremnoj školi (Escuela Nacional Preparatoria). Naposljetku se s Diegom Riverom i Joséom Clementeom Orozcom smatra za jednog od vođa tzv. "meksičkog muralizma". Ova škola slikarstva je kombirala staru meksičku slikarsku tradiciju s modernim europskim stilovima. Siquieros u svom Pozivu američkim umjetnicima, tiskanom 1921. u španjolskom časopisu Vida Americana, traži od umjetnika da obnove vezu s izvornom umjetnošću svojih zemalja te da prikazuju svakodnevne prizore života mjesnih ljudi. Za najbolji način prijenosa informacija lako prepoznatljivim i shavtljivim prizorima je odabrao slikanje murala (zidnih slika) na zidovima javnih zgrada, dok je slikanje na platnu smatrao za "slikarstvo kulturne elite". Siqueiros je izjavio: "Ulice će biti naši muzeji".
Siqueiros je cijeli život bio tvrdokorni komunist i revolucionar, te su mnoga njegova djela angažirani prizori koji veličaju Meksičku revoluciju, rađeni kroz prizmu osobnih sjećanja. Njegov politički aktivizam nije bio lišen stranputica. God. 1940. zakleo se da će likvidirati Lava Trockog, političkog azilanta koji je od 1937. godine živio u Meksiku. Naime, Trocki je 1930-ih bio istaknuti kritičar diktatorskog Staljinovog režima u SSSR-u, dok je Siqueiros bio vatreni staljinist. Siqueiros je bio jedan od organizatora neuspjelog atentata na Trockog 24. svibnja 1940. od., nakon čega je neko vrijeme proveo u zatvoru. Trocki je preživio nekoliko pokušaja atentata, ali ga je ipak ubio staljinov agent Ramón Mercader 21. kolovoza 1940. god.
Siqueiros se nakon nekoliko godina odsustva ponovno prihvatio oslikavanja zidova državnih institucija u Meksiku, što je radio do kraja života. Njegovi najpoznatiji radovi su murali Palače Chapultepec (negdašnje predsjedničke palače), Ciudad Universitaria (1952. – 56.), Palače likovnih umjetnosti, te na multimedijskom centru Polyforum Cultural Siqueiros (1971.) u gradu Meksiku. Ovaj posljednji je najveći mural koji je naslikao i integriran je s arhitekturom koja je dizajnirana kao podloga za mural s višebojnim skulpturama. Sastoji se od 12 velikih bareljefa, dok su zidovi i svodovi oslikani njegovom slikom "Marš čovječanstva na zemlji prema svemiru". Na ovoj slici je njegov stil jako apstraktan i snažno inspiriran meksičkom narodnom umjetnošću te je, za razliku od ranijih slika, teško čitljive poruke. Njegov smještaj u sklopu raskošnog hotela, te činjenicom da ga je financirao vlasnik milijunaš, dovodi u pitanje njegov antikapitalizam.
Neka od najslavnijih njegovih djela:
- Mural na zgradi Tecpan, Ciudad de Mexico, oko 1944. god.
- Život i djelo generala Igancija Allendea (nedovršena), San Miguel de Allende (1948.)
- "Nova demokracija" na Palači likovnih umjetnosti
- Mural "Marš čovječanstva na zemlji prema svemiru" multimedijskog centra Polyforum Cultural Siqueiros, Ciudad de Mexico (1971.)
- Spomenik na Siqueirosovom grobu u gradu Meksiku

## Vanjske poveznice
- Siqueiros u Muzeju moderne umjetnosti, MoMA, New York City
- Polyforum, Ciudad de Mexico
- Siqueiros Image Bank (collection of photographs used by Siquieros for his work)